# 노수신
노수신(盧守愼, 1515년 5월 29일(윤4월 16일)~ 1590년 5월 10일(음력 4월 7일))은 조선의 문신이다. 본관은 광주(光州). 자는 과회(寡悔), 호는 소재(蘇齋)·이재(伊齋)·암실(暗室)·여지노인(茹芝老人)이다. 1573년(선조 6) 우의정, 1578년 좌의정을 거쳐 1585년 영의정에 이르렀다. 1591년(선조 24) 광국원종공신 1등에 추서되었다. 시호는 문의(文懿)·문간(文簡)이다. 강유선(康惟善)은 그의 동서(同壻)이다.

## 생애
정암 조광조의 문하에서 수학한 탄수 이연경(李延慶)의 문하생이었으며, 그의 딸과 결혼하여 사위가 되었다. 이로써 김종직과 김굉필, 조광조, 이연경으로 이어지는 성리학 학통을 계승하였다. 퇴계 이황 ·  하서 김인후 등과 친분이 있었으며, 율곡 이이와도 친하게 지냈다.
1543년 중종 때에 식년문과(式年文科)에 장원으로 급제하여, 1544년 시강원(侍講院) 사서가 되고 사가독서(賜暇讀書)하였다. 인종이 즉위하자 대윤(大尹)에 가담하여 정언(正言)이 되어 이기를 공격, 논핵하여 파직시켰다. 1545년 명종이 즉위하자 소윤(小尹) 윤원형이 이기와 함께 을사사화를 일으켰는데, 이때 을사사화의 원인을 일으켰다고 하여 이조좌랑에서 파직, 1547년(명종 2) 순천으로 유배되었다. 여기에 양재역(良才驛) 벽서 사건이 겹쳐 가중처벌되어 진도로 다시 쫓겨가 19년 동안이나 귀양살이를 하였다. 1565년 다시 괴산으로 유배지가 옮겨졌다.
그동안 이황 ·  김인후 등과 서신으로 학문을 토론하고 이황과 논쟁하여 〈인심도심변(人心道心辨)〉을 저술하기도 했고, 《대학장구(大學章句)》, 《동몽수지(童蒙須知)》 등을 주석했다. 1567년 선조가 즉위하자 풀려나와 교리(校理)에 기용되어 대사간 ·부제학 ·대사헌 · 호조판서 ·이조판서 ·대제학을 거쳐, 1573년(선조 6) 우의정, 1578년에 좌의정, 1585년에 영의정까지 지냈으나, 1588년 사임하고 영중추부사(領中樞府事)가 되었다.
1589년 기축옥사로 정여립을 천거했던 관계로 탄핵을 받고 파직되었다. 그러나 사후 영의정으로 추복되었다. 1591년(선조 24) 종계변무가 성사되자 그는 광국원종공신 1등에 특별히 추서되었다. 문장과 서예에도 능했고 양명학을 깊이 연구했다. 저서로 《시강록》(侍講錄), 《소재집》(蘇齋集) 등이 있다. 사후 충주의 팔봉서원(八峰書院), 상주의 도남서원(道南書院), 상주의 봉산서원(鳳山書院), 괴산의 화암서원(花巖書院), 진도의 봉암사(鳳巖祠) 등에 배향되었다.

## 가족 관계
- 할아버지 : 노후(盧珝)
  - 아버지 : 노홍(盧鴻)
  - 어머니 : 이자화의 딸
    - 부인 : 광주 이씨
      - 양자 : 노대해(盧大海) - 조카
        - 손자 : 노도형(盧道亨)

    - 후첩 : 측실

## 저서
- 《소재집》(蘇齋集)

## 전기 자료
- 이준, 《창석집》 권18, 소재선생행장
- 허목, 《기언 별집》 권16, 소재선생 신도비명

## 같이 보기
- 기영회도 - 보물 제1328호
- 괴산 수월정 - 충청북도 기념물 제74호

## 기타
양명학을 연구하여 주자학파(朱子學派)의 공격을 받았으며, 휴정(休靜) ·선수(善脩) 등과도 교제하여 불교의 영향을 받기도 하였다. 불교도들과도 가까이 지내는 것 역시 성리학자들의 비판의 대상이 되었다.